# 安達玲奈
安達 玲奈（あだち れいな、2002年〈平成14年〉8月7日 - ）は、日本のタレント、アイドルで、女性アイドルグループ『超ギャルル』のメンバー「あだだ」、『夢みるアドレセンス』の元メンバー。愛知県出身。

## 略歴
2018年、SKE48のオーディションに応募し、同年12月31日にSKE48劇場（サンシャイン栄内）で行われた「SKE48 忘れられない大忘年会 2018」において、SKE48第9期研究生のうちの一人としてお披露目されたが、在学していた高校が芸能活動を禁止していた為2019年1月4日付をもってSKE48の活動を辞退した。
SKE辞退後は暫く学業に専念していたが、20歳になるまでもう一度アイドルとして輝きたいという夢を抱き、19歳になった2021年暮れ、『夢みるアドレセンス』（以下、夢アドと略す）の新メンバーオーディション「なれんの!?夢アド 2022」に応募（応募総数1000名・最終審査21名）。ミクチャでの配信審査及びライブ審査を経て、2022年3月21日に東京・下北沢シャングリラで行われた最終選考会で合格し、夢アド第5期生のうちの一人となった。同年11月22日、夢アドメンバーとしての初参加シングルとなる「アクセラレーター/夏が来たぜ!!」をリリース。
2023年、夢アドの先輩であった山口はのんが2019年に読者特別賞を受賞した『ミスマガジン2023』に応募。同年5月にベスト16へと進みヤングマガジン誌上で紹介されたが、グランプリ他各賞受賞はならなかった。
2023年12月28日にShibuya CLUB ASIAで行われた「LEADING PREMIUM 年末感謝祭 '23」の出演をもって夢アドを卒業。オーディション合格から1年9か月の在籍であった。
2024年7月10日、TBSテレビ「ラヴィット!」で令和のギャルル（仮）オーディションに合格し、「超ギャルル」のメンバーに選ばれた。
2024年8月1日、ラヴィット!にて、つんく♂プロデュースのデビュー曲「めちゃヤバBoom Boom」が初披露され、「あだだ」としてデビューすることが発表された。

## 人物
- 学生時代、タイ王国に留学していた経験があることからタイ料理を好む[11]。
- ミスマガのベスト16発表会見では特技の川柳を披露し、大飛躍を約束していたが[11]、上記のような結果になったことを残念がっていた[17]。
- チャームポイントは168cmの身長とさらさらの髪[2]。
- 夢アドのメンバーカラーはオレンジだったが[18]、三原わかなが2023年6月4日に加入して以降はパープルに変更された[10]。

## 出演

### バラエティ
- ラヴィット!（2024年4月11日 - 、TBSテレビ）- 令和のギャルル（仮）オーディション、超ギャルルでの出演（不定期出演）

### 舞台
- SUPERNOVA stage002「遠く吠えて花火をあげる」（2023年2月1日 - 12日、王子小劇場）- ルイ役[19]
- 劇団ディアステージ「トラブルメーカーwww・2 〜隣の星は青く見える〜」（2023年7月5日 – 9日、築地本願寺ブディストホール）- イチゴ役[20]
- 五反田タイガー 14th Stage「ペインティング・バーレスク〜天使がいた場所〜」（2024年2月28日 - 3月3日、六行会ホール）[21]

### イベント
- 近代麻雀浴衣祭2023（2023年7月29日 - 30日、東京・鳩山会館）[注 2]